# Víctor Zalazar
Víctor Zalazar (n. 1933 - f. 2017) fue un boxeador argentino de peso medio liviano, ganador de la medalla de bronce en los Juegos Olímpicos de Melbourne 1956. Como profesional realizó 45 combates, ganando 31 (23 por nocaut), perdiendo 12 (5 por nocaut) y empatando 2.

## Medalla de bronce de 1956
Con 23 años, obtuvo la medalla de bronce en la categoría medianos (hasta 75 kilos) en los Juegos Olímpicos de Melbourne 1956. 
Zalazar venció en primera ronda por puntos al sueco Stig Karl Olof Sjölin y del mismo modo venció en cuartos de final al alemán Dieter Wemhöner. En semifinales, Zalazar debió enfrentar al soviético Giennadij Szatkow, quien a la postre sería el ganador de la medalla de oro. Szatkow venció finalmente a Zalazar por nocaut en el segundo asalto, debido a lo cual este último compartió la medalla de bronce con el francés Gilbert Chapron, el otro semifinalista derrotado.

## Carrera profesional
Víctor Zalazar debutó como profesional el 17 de mayo de 1957, venciendo por nocaut en el primer asalto a Raul Vachina. Ganó sus primeras trece peleas en Argentina por nocaut, razón por la cual comenzó a pelear en el boxeo estadounidense donde ganó sus dos primeros combates, también por nocaut. El 15 de diciembre de 1958 fue vencido por Benny Paret, en decisión dividida, quien lo volvió a vencer al mes siguiente, esta vez por decisión unánime. Desde entonces se mantuvo combatiendo en Estados Unidos hasta mediados de 1960, alternando victorias y derrotas. Entre julio de 1961 y mayo de 1962 tuvo una serie de siete victorias consecutivas, seis de ellas por nocaut.
El 18 de mayo de 1963 volvió a pelear en Estados Unidos contra Joey Archer, quien lo venció en decisión unánime a diez asaltos. Luego de ello peleó dos combates más antes de retirarse, perdiendo ambos. Su última pelea la realizó en Italia, contra Nino Benvenuti, cuando éste ya era campeón italiano, quien lo derrotó por nocaut en el segundo asalto. Siete años después Benvenutti, ya campeón mundial, perdería su título ante otro argentino, Carlos Monzón.